# Лажеаденсе
«Лажеаденсе» (порт.-браз. Clube Esportivo Lajeadense) — бразильский футбольный клуб представляющий город Лажеаду штата Риу-Гранди-ду-Сул. В 2015 году клуб выступал в Серии D Бразилии.

## История
Клуб основан 4 апреля 1911 года, домашние матчи проводит на арене «Эстадио Алвиазуль», вмещающей 8 000 зрителей. Лучшим достижением клуба в чемпионате штата Риу-Гранди-ду-Сул, является второе место в 2013 году. Этот успех дал право клубу дебютировать в Серии D чемпионата Бразилии, где он занял по результатам сезона 30-е место из 40 команд.

## Достижения
- Вице-чемпион Лиги Гаушу (1): 2013

## Известные игроки
- Габриэл Блос
- Эвертон Жованелла
- Адриано

## Известные тренеры
- Иво Вортман